# Herizen Guardiola
Pour les articles homonymes, voir Guardiola.
Herizen F. Guardiola, née Herizen Fawn Guardiola le 24 juillet 1996 à Miami, est une chanteuse et actrice américaine. Elle est connue pour avoir joué le rôle de Mylene Cruz dans la série originale de Netflix, The Get Down. En 2019, elle interprète l'un des rôles principaux de la série Dare Me aux côtés des actrices Willa Fitzgerald et Marlo Kelly.

## Biographie
Herizen Guardiola est née à Miami, Floride, le 24 juillet 1996. Son père Juan Carlos, d'origine cubaine, est un chanteur de reggae. Sa mère, d'origine jamaïcaine, est professeur de yoga et nutritionniste. Herizen Guardiola a deux sœurs cadettes. Elle est végétarienne et aime la randonnée.

## Carrière
Herizen Guardiola a fait ses débuts dans The Get Down, une série originale Netflix de Baz Luhrmann. Elle joue le rôle principal de Mylene Cruz, jeune porto ricaine du Bronx rêvant de devenir chanteuse de disco. Elle partage l'affiche avec Justice Smith et Shameik Moore.

## Filmographie

### Télévision
Téléfilms
- 2015 : Runaway Island de Dianne Houston : Freya Nordholm
- 2020 : The Lost Husband de Vicky Wright : Sunshine

#### Séries télévisées
- 2016 : The Get Down de Baz Luhrmann : Mylene Cruz
- 2019 : Dare Me de Megan Abbott et Gina Fattore : Addy Hanlon
- 2021 : New York, unité spéciale de Dick Wolf : Tara Riley (saison 23, épisode 3)
- 2021 : American Gods de Bryan Fuller et Michael Green : Oshun (saison 3)

### Podcasts
- 2022 : Catchers de Benjamin Rock : Blair (sur Audible.com)

## Discographie

### Albums
Soundtrack
- 2017 : The Get Down
- 2017 : The Get Down Part II

### EP's
- 2018 : Come over to My House
- 2020 : Demon